# Negicco
Negicco（ネギッコ）は、新潟県を活動拠点とする日本の3人組女性アイドルグループ。『ご当地アイドル四天王』『ご当地アイドル殿堂入り』の称号を持つ。

## 概要
2003年7月に地元ネギPRのため結成、2023年で20周年を迎えた。大手の事務所に所属せず、メンバーと主なスタッフが新潟在住という地元・新潟に根ざした活動スタイルが特徴。「にいがた観光特使」を務めており、ご当地アイドルの先駆者としても知られる。
結成から現在まで数多の苦難・努力による好転があり、その乱高下ぶりに”ジェットコースターアイドル”と称されることもあった。
一方で楽曲の音楽性の高さに定評があり、新潟在住の音楽プロデューサー・connieが司令塔となって様々な音楽家に楽曲を発注している。彼の趣味を反映し、小西康陽、田島貴男ほか「渋谷系」と言われる音楽家からの曲提供を受けている。
2019年にはリーダーのNao☆が結婚。以後もアイドルとして活動を続け、"既婚女性アイドル”の先がけになった。2021年にはメンバー全員が既婚者となり、2022年には全員が第一子を出産した。
所属レーベルはタワーレコード傘下のT-Palette Records。

## メンバー
現在のメンバーは、Nao☆、Megu、Kaedeの3人。3人とも結成当時からのメンバーで、アイドルとして活動する女性グループの中でも特に活動歴が長い。

### Nao☆
なお。愛称：なおなお☆、なお☆ちゃん、1988年4月10日（37歳）、リーダー、立ち位置はセンター、メンバーカラーは   イエロー。
絵を描くのが得意で、Negiccoグッズなどのイラストを担当することがある。別名「Nao☆画伯」。アニメ好きでアニメのコラムを連載している。Negiccoの曲で作詞を担当したこともある。ラーメン好き。
2019年4月10日、音楽グループ「空想委員会」の岡田典之と結婚。
2021年12月10日、公式サイトにて妊娠を発表。2022年5月、第1子男児を出産。

### Megu
めぐ。愛称：ぽんちゃ、1989年6月3日（36歳） 、立ち位置は右、メンバーカラーは   ブルー。
『HAPPY MAPPY』（FM-NIIGATA）でラジオパーソナリティーとして2時間半の生放送に毎週出演。「DJ Megu」としてクラブイベントにも出演することがある。カレー好き。スポーツは見るよりやる派。
2020年6月、ドラマーの山下賢と結婚。2022年8月、第1子妊娠を発表。12月30日、第1子出産を報告。2024年6月、第2子出産。

### Kaede
かえで。愛称：かえぽ、1991年9月15日（33歳）、立ち位置は左、メンバーカラーは   ピンク、メンバーの中で最年少。
2010年、Negiccoの活動を継続しながら新潟大学工学部に現役合格。入学後は学業と芸能活動を両立して4年で卒業した。2019年から正式なソロ活動を開始した。親子丼好き。ピアノの弾き語りを披露することがある。
2015年4月、新潟薬科大学の特定研究員に任命される。
2021年1月、学生時代の同級生である一般男性と結婚。2022年5月、第1子妊娠を発表。10月19日、第1子出産を報告。2025年4月24日、第2子妊娠を発表。

### 過去に在籍していたメンバー
- Miku（みく、1991年2月10日（34歳）） - 2006年11月26日卒業。

- Misaki（みさき、1990年6月7日（35歳）） - Miku卒業後の2006年12月加入、2008年4月30日卒業。

## 略歴
2003年
7月20日、JA全農にいがたが展開する、新潟の名産ネギ「やわ肌ねぎっ娘」PRキャンペーンのために、Nao☆、Megu、Miku、Kaedeの4人組で結成。当初は1か月間の期間限定ユニットだったが、そのまま活動が延長された。11月、自主制作盤「恋するねぎっ娘」リリース。
2004年
7月、「ニコニコ食育音頭」（スローフード金沢）を発表。食育の大切さを北陸エリアの幼稚園を回って啓蒙。9月、NHK総合テレビ「ポップジャム」に出演。10月27日、徳間プロモーションから「恋するねぎっ娘」の全国流通盤リリース。カップリングに、プロデューサーconnieによる初めての提供曲「トキメキ★マイドリーム」を収録。
2005年
5月、コンピレーションCD「地方発アイドル大集合」に「恋するねぎっ娘」が収録される。
11月、新潟市の「第1回 古町音楽祭」に出場。「Falling Stars」でグランプリ獲得。
2006年
1月、「Falling Stars」をリリース。
UX新潟テレビ21の環境プロジェクト「Team ECO」のイメージ・キャラクターとなる。
「僕らはともだち」をリリース。
11月26日、メンバーのMikuが卒業。12月、新メンバーのMisakiが加入。
2007年
11月、「Team ECO」の応援ソング「EARTH」をリリース。
2008年
4月30日、メンバーのMisakiが卒業。以後、グループは3人組となる。
2009年
10月、インターネットTV・GyaO!の番組「勝ち抜き!アイドル天国!!ヌキ天」で6週勝抜き、グランプリ獲得。当時、メンバーは優勝しなければ解散を決意していた。ただ番組運営のGyao!の経営不振により、当初予定されていた「GyaO!の番組へのレギュラー出演」などの契約は反古にされ、賞金も支払われなかった。
2010年
7月、「勝ち抜き！アイドル天国!!ヌキ天」の賞品としての提供曲を収録した「プラスちっく☆スター」をリリース。
9月、「ネギさま！Bravo☆」をリリース。
12月27日、ご当地アイドルのナンバーワンを決める「エリア・アイドルNo.1決定戦『U.M.U AWARD 2010』〜全国アイドルお取り寄せ展〜」にて優勝。初代チャンピオンになる。
2011年
1月18日、新潟市役所を表敬訪問。篠田昭市長に『U.M.U AWARD2010」での優勝を報告。
3月19日、渋谷スターラウンジにてEXTRA!!!実行委員会主催「negiccoワンマン・ライブ」開催。東日本大震災直後だったがEXTRA!!!側で開催を決定し、ワンマンライブの収益の一部を義援金として日本赤十字社に寄付した。
6月3日、タワーレコードが立ち上げたアイドル専門レーベル「T-Palette Records」に第2弾アーティストとして参加。（第一弾はバニラビーンズ。タワーレコードからの発表は同時）
11月2日、参加後初のシングル「恋のEXPRESS TRAIN」をリリース。12月、ウレぴあ主催「あなたが選ぶ2011年ベストアイドルソング日本一決定戦」にて、「恋のEXPRESS TRAIN」が第1位獲得。
2012年
1月、「圧倒的なスタイル」がフジテレビ系「めちゃ×2イケてるッ!」のエンディング・テーマになる（翌1月まで）。2月22日、これまでの楽曲をまとめたベスト・アルバム『Negicco 2003〜2012 -BEST-』リリース。同月、東京・渋谷VISIONにてワンマンライブ「BEST OF Negicco」開催。9月17日、新潟LOTSにて新潟ワンマン・ライブ「Negicco Live in LOTS」開催。12月、東京・代官山UNITにてワンマンライブ「Negicco Christmans Story」開催。12月28日、新潟The PLANETにてワンマンライブ「NegiccoのParty on The PLANET!!!～2012年 Negicco忘年会～」開催。
2013年
1月5日、東京・浅草ROXまつり湯にて「Negiccoまつり湯ミニライブ」開催。
1月6日、東京・代官山LOOPにて「新春NegiNegi祭り～DaikanyamaLoop2013New YearParty!!!～」開催。Negiccoがゲストを迎えるマンスリー企画「Negi ROAD 」の開催を発表。
3月、にいがた観光特使に就任。7月17日、1stアルバム『Melody Palette』リリース。8月10日、東京・新宿BLAZEにて昼の部“10th Anniversary Party”と夜の部“Album Release Party”の2部構成による、結成10周年とニュー・アルバム発売記念のライブ・イベント「Negicco『Melody Palette』〜お気に入りのパーティーへ〜」開催。10月5日、新潟テルサにて初のワンマン・ホール・ライブ「Negicco Best!!! 10年分のありがとうNegicco10周年ワンマンライブ!」開催。7月、結成10年を迎えて日本ご当地アイドル活性協会より『ご当地アイドル殿堂入り』に認定。
12月28日、東京・代官山LOOPにて「Negi ROAD 」の集大成「Negi ROAD one man show ~FINAL~」開催。
2014年
7月11日、東京・渋谷WWWにてワンマンライブシリーズ「Road of Negiiiiii 〜Negicco One Man Show〜」開催。8月26日、Especiaとの期間限定ユニット“Negipecia”によるコラボ・シングル「Girl's Life」リリース。9月6日、新潟・りゅーとぴあ新潟市民芸術文化会館 コンサートホールにて2ndワンマン・ホール・ライブ「Negicco NEXT DECADE 2014 〜奇跡を起こす!この街から〜」開催。10月31日と11月1日、東京・代官山UNITにて2Daysワンマンライブシリーズ「Road of Negiiiiii 〜Negicco One Man Show〜 2014 Autumn」（-Day One- 〜Halloween〜、-Day Two- 〜Band Set〜）開催。11月、サトウ食品の全国テレビCM出演開始。12月2日、17thシングル「光のシュプール」リリース。オリコン週間シングルランキングにてグループ史上過去最高位となる5位を獲得。
2015年
1月20日、2ndアルバム『Rice&Snow』発売。1月24・25日、東京・LIQUIDROOM ebisuにて主催ライブ「NEGiI FES 2015 at LIQUIDROOM」とワンマンライブ「Negicco at LIQUIDROOM Road of Negiiiiii 〜Negicco One Man Show〜 2015 Winter」開催。2月、日中韓3カ国の文化交流事業「東アジア文化都市2015新潟市」の文化親善大使に就任。同月、NHK総合「MUSIC JAPAN」に出演。11年ぶりにNHKホールのステージに立つ。同月28日、初のワンマンツアー「Negicco First Tour Never Give Up Girls!!! & Rice & Snow」スタート。5月5日まで開催。4月7日、2枚組DVD『LIVE & LIFE Negicco 2014-15 Winter』リリース。7月14日、新潟県民会館大ホールでのワンマンライブの模様を収録したDVD「Negicco First Tour 『Never Give Up Girls!!!&Rice&Snow』at 新潟県民会館 大ホール」リリース。7月20日、埼玉・所沢航空記念公園 野外ステージにて主催ライブ「NEGiFES〜Negicco 12th Birthday〜」開催。8月16日、東京・日比谷野外大音楽堂にてNegicco史上最大規模となるワンマンライブ「Negicco at 日比谷野外音楽堂Road of Negiiiiii〜Negicco One Man Show〜 2015 Summer」開催。9月22日、東京・日本武道館にて開催されたPerfume「Perfume FES!! 2015 〜三人祭〜」にゲスト出演。11月3日、対バンツアー「Negiccoと、ツーマンにくりだそうツアー!!!」スタート。12月6日まで5会場にて開催。12月26日、新潟・りゅーとぴあ新潟市民芸術文化会館 コンサートホールにて主催ライブ「NEGI祭 〜2015忘年会〜」開催。
2016年
2月14日、NEGiBANDを従えてのワンマンツアー「Negicco Second Tour “The Music Band of Negicco”」スタート。5月6日まで東京・中野サンプラザホールを含む全国9か所にて開催。5月24日、3rdアルバム『ティー・フォー・スリー』リリース。7月30日、東京・NHKホールにてワンマンライブ「Negicco 13th Anniversary『Road of Negiiiiii 〜TADAIMA〜 2016 Summer at NHKホール」開催。8月20日、埼玉・所沢航空記念公園 野外ステージにて主催ライブ「Negicco 13th Anniversary NEGi FES 2016」開催。10月2日、地元新潟県内を回るツアー「ホームでホール」と、ネギの産地を回るツアー「ネギの産地でこんにちネギネギ」スタート。11月12日まで並行開催。12月3・4日、新潟・苗場プリンスホテルブリザーディウムにてワンマン・ライブ「私をネギーに連れてって in Naeba」を開催。
2017年
1月3日、埼玉・大宮ソニックシティ大ホールにて新春特別公演「私立恵比寿中学×Negicco〜当日までには仲良くなろうね〜」を開催。3月25日、ライブハウスワンマンツアー「SPRING 2017 TOUR〜ライブハウスのネギ〜」スタート。4月28日まで4会場にて開催。7月20日、2ndベストアルバム「Negicco 2011〜2017 -BEST- 2」リリース。10月7・8日、主催ライブ「NEGi FES 2017 in 新潟 北方文化博物館」開催。10月8日、connieのセレクトによるセレクト・アルバム『CONNIE SIDE OF NEGI SOUNDS』を、カセットテープのみでリリース。10月14日、前年に続きネギの産地を回るツアー「Autumn 2017 Tour〜ネギの産地でこんにちネギネギ2〜」スタート。11月5日まで7会場にて開催。11月11日、地元新潟の新潟県民会館にてワンマンライブ「Road of Negiiiiii 〜Three Never Give Up Girls!!!〜 2017 Autumn at 新潟県民会館」を開催。12月10日、第7回AKB48紅白対抗歌合戦にゲスト出演し、「NegiGT48」としてNGT48と共演。
2018年
2月17日、ライブツアー「SPRING 2018 TOUR〜あなたの街に花束を〜」スタート。2月8日リリースのシングル「カリプソ娘に花束を」のレコ発ツアーとして3月18日まで6会場にて開催。大阪と東京公演はNegicco3人のみのステージと、CRCK/LCKSをサポートに迎えたバンドセットの2ステージ制で、6月5日に発売された初のライブ・アルバム「Live at UMEDA CLUB QUATTRO, LIQUIDROOM」に7曲が収録された。。6月9日、結成15周年カウントダウンツアー「COUNTDOWN TOUR to the 15th ANNIVERSARY『Negicco with you』」スタート。6月30日まで4会場にて開催。7月10日、4thアルバム『MY COLOR』をリリース。7月21日、新潟・朱鷺メッセにてNegicco結成15周年記念ワンマンライブ「love my 15years at 朱鷺メッセ」を開催。11月24日、東京・中野サンプラザにてワンマンライブ「relive MY COLOR」を開催。
2019年
1月24・26・28日、東京・新潟にて私立恵比寿中学とのジョイントライブ（エビネギ）を3公演開催。2月26日、Nao☆が4月10日に音楽グループ「空想委員会」の岡田典之と結婚する予定であることを発表。4月23日、KaedeがCD-Rシングル「クラウドナイン」で正式にソロ活動を開始。5月9日、タワーレコード「TOWER VINYL アナログ化プロジェクト」の一環として、Negiccoのカタログのアナログ化決定が発表され、アナログ化リリースの第1弾として、2013年8月に発売され現在は廃盤となっている2枚組LP盤『Melody Palette』のカラーヴァイナル仕様による完全生産限定盤での再発。5月28日よりタワーレコード新宿店10階の「TOWER VINYL SHINJUKU」で先行販売され、6月17日に一般発売。7月20日、新潟・佐渡おんでこドームにて「Negicco結成16周年コン佐〜渡!!!」を開催。10月19日、マキシシングルリリースツアー「MAXI」スタート。11月16日まで7会場にて開催。
2020年
6月2日、Meguがドラマーの山下賢と結婚を発表。10月3日、「NEGi FES 2020 ONLINE」を配信。11月28日、「私をネギーに連れてってin online 2020」を配信。12月22日、『2020年ご当地アイドル肩書きランキングBEST20』で第10位に選ばれる。
2021年
1月、Kaedeが学生時代の同級生である一般男性と結婚。4月2日、Nao☆が「体調を万全に整えるため」としてライブ活動を休止することを発表した。
2022年
Nao☆が5月、Kaedeが10月、Meguが12月に第一子を出産。メンバー全員が同学年の子を持つ母親となる。
2023年
この年に20周年を迎える。4月1日、この日から2024年3月31日までを20周年の事業年度とし、3人での活動を本格的に再開。同日、Negicco20周年 特設サイトを開設。6月24日、『ご当地アイドル四天王』の称号を授与される。今回は2023年度。
2024年
4月8日、2年連続2回目の『ご当地アイドル四天王』の称号を授与される。今回は2024年度。12月25日、「ご当地アイドル神8」に選出される。

## 作品

### シングル

#### T-Palette Records
| #  | タイトル                                       | 発売日                       | 規格                                        | 規格品番                                                                                      | 最高位 |
| -- | ---------------------------------------------- | ---------------------------- | ------------------------------------------- | --------------------------------------------------------------------------------------------- | ------ |
| 1  | 恋のEXPRESS TRAIN                              | 2011年11月2日                | CD                                          | TPRC-0004                                                                                     | 65位   |
| 1  | 恋のEXPRESS TRAIN                              | 2019年9月3日                 | 7inch                                       | TPRV-0042【完全生産限定盤】                                                                   | 65位   |
|    | 完全攻略 (Live Edit) / We LOVE OT              | 2012年3月21日                | CD                                          | TPRC-0011                                                                                     |        |
| 2  | あなたとPop With You!                          | 2012年6月20日                | CD                                          | TPRC-0017                                                                                     | 41位   |
| 2  | あなたとPop With You!                          | 2019年8月6日                 | 7inch                                       | TPRV-0041【完全生産限定盤】                                                                   | 41位   |
| 3  | 愛のタワー・オブ・ラヴ                         | 2013年2月13日                | CD+DVD CD                                   | TPRC-0031 TPRC-0032                                                                           | 27位   |
| 3  | 愛のタワー・オブ・ラヴ                         | 2019年7月2日                 | 7inch                                       | TPRV-0040【完全生産限定盤】                                                                   | 27位   |
|    | 圧倒的なスタイル / ガッター!ガッター!ガッター! | 2013年2月13日                | 7inch                                       | TPRV-0001                                                                                     | 153位  |
| 4  | アイドルばかり聴かないで                       | 2013年5月29日                | CD+DVD CD 7inch                             | TPRC-0043 TPRC-0044 TPRV-0002                                                                 | 23位   |
|    | パーティーについて。 / Party on the PLANET     | 2013年10月23日               | 7inch                                       | TPRV-0006                                                                                     |        |
| 5  | ときめきのヘッドライナー                       | 2013年11月6日                | CD+DVD CD 7inch                             | TPRC-0057 TPRC-0058 TPRV-0005                                                                 | 20位   |
| 6  | トリプル!WONDERLAND                            | 2014年4月16日                | CD+DVD CD+リミックスCD CD 7inch CD+チケット | TPRC-0076 TPRC-0077 TPRC-0078 TPRC-0079 TPRV-0010 TPRC-0080X TPRC-0081X TPRC-0082X TPRC-0083X | 16位   |
| 7  | サンシャイン日本海                             | 2014年7月22日                | CD+DVD CD+リミックスCD CD 7inch CT          | TPRC-0094 TPRC-0095 TPRC-0096 TPRC-0097 TPRV-0011 TPRT-0001                                   | 11位   |
| 8  | 光のシュプール                                 | 2014年12月2日                | CD+DVD CD+リミックスCD CD 7inch MC          | TPRC-0116 TPRC-0117 TPRC-0118 TPRV-0013 TPRM-0001 TPRM-0002 TPRM-0003 TPRM-0004               | 5位    |
| 9  | ねぇバーディア                                 | 2015年8月2日                 | CD+DVD CD+リミックスCD CD 7inch             | TPRC-0134 TPRC-0135 TPRC-0136 TPRC-0137 TPRV-0016                                             | 7位    |
| 10 | 圧倒的なスタイル-NEGiBAND ver.-                | 2015年12月26日               | CD 7inch                                    | TPRC-0145 TPRV-0018                                                                           | 26位   |
| 11 | 矛盾、はじめました。                           | 2016年3月29日                | CD+DVD CD+リミックスCD CD 7inch             | TPRC-0152 TPRC-0153 TPRC-0155 TPRC-0156 TPRV-0019                                             | 8位    |
|    | 土曜の夜は                                     | 2016年5月14日                | 7inch                                       | TPRV-0020                                                                                     |        |
| 12 | 愛、かましたいの                               | 2016年12月20日               | 2CD CD 7inch                                | TPRC-00167〜8 TPRC-0169 TPRC-0170 TPRV-0025                                                   | 14位   |
| 13 | カリプソ娘に花束を                             | 2018年2月6日                 | CD 7inch                                    | TPRC-0195 TPRC-0196 TPRV-0032                                                                 | 6位    |
| 14 | I LOVE YOUR LOVE                               | 2019年9月24日 2019年10月22日 | CD 7inch                                    | TPRC-0231 TPRV-0047【初回生産限定盤】                                                         | 37位   |
| 15 | 午前0時のシンパシー                            | 2020年8月25日 2020年11月24日 | CD 10inch                                   | TPRC-0255 TPRV-0054                                                                           | 34位   |

### ソロシングル
Nao☆#作品、Megu#作品、Kaede (1991年生の歌手)#作品を参照

### その他シングル
- 笑顔でファイン・デイ（2015年、新潟テレビ21「にいがたLive!ナマ+トク」番組テーマ曲）
- エビネギ・オーライ！（私立恵比寿中学とのコラボ曲、2017年1月3日「私立恵比寿中学×Negicco〜当日までには仲良くなろうね〜」、2019年1月28日「エビネギ the FINAL 〜二次会と打ち上げの間〜」で披露）
- .you（2017年、東京MXテレビ「パックン・河北麻友子・池澤あやか VRフレンズ2」オープニング曲）
- ダンダンDance!（2018年、BSN新潟放送「にいがたキッズプロジェクト」テーマソング）
- ベイビィ・エビネギ・ポップ！（私立恵比寿中学とのコラボ曲、2019年1月24日「エビネギ2 〜バンドで一緒に仲良く演ろうね〜」、1月26日「エビネギ3 〜エビネギ1の、ようなもの。」、1月28日「エビネギ the FINAL 〜二次会と打ち上げの間〜」で披露）

### 音楽配信シングル
- For a long time ※アルバム『もぎたて アイドル発見伝』（2006年7月20日）収録
- My Beautiful Life（2008年）
- Negi Summer! Bravo（2010年）
- Sweet Soul Neggy（2010年）
- We are VR friends!（2017年2月3日） ※東京MXテレビ「パックン&河北麻友子のあつまれ!VRフレンズ」オープニング曲[68]
- 愛は光（2017年7月14日、ベストアルバム『Negicco 2011〜2017 -BEST- 2』から先行配信）
- キミはドリーム（2018年6月12日、4thアルバム『MY COLOR』から先行配信）
- Never Ending Story（2018年7月3日、4thアルバム『MY COLOR』から先行配信）
- Go コースター！Go！Go！（2018年11月30日、新潟総合テレビ「八千代コースター」オープニングテーマ曲、connieとRAM RIDERの共作）

### ミニ・アルバム
| #                 | タイトル          | 発売日            | 規格              | 品番              | 最高位            |
| T-Palette Records | T-Palette Records | T-Palette Records | T-Palette Records | T-Palette Records | T-Palette Records |
| ----------------- | ----------------- | ----------------- | ----------------- | ----------------- | ----------------- |
|                   | GET IT ON!        | 2011年7月20日     | CD                | TPRC-0003         | 124位             |
| 2019年10月1日     | GET IT ON!        | LP                | TPRV-0043         |                   | 124位             |

### アルバム
| #                 | タイトル               | 発売日                       | 規格              | 品番                                                                              | 最高位            |
| T-Palette Records | T-Palette Records      | T-Palette Records            | T-Palette Records | T-Palette Records                                                                 | T-Palette Records |
| ----------------- | ---------------------- | ---------------------------- | ----------------- | --------------------------------------------------------------------------------- | ----------------- |
| 1                 | Melody Palette         | 2013年7月17日 2013年8月14日  | CD 2LP            | TPRC-0047 TPRV-0003【完全生産限定盤】                                             | 034位             |
| 1                 | Melody Palette         | 2019年6月17日                | 2LP               | TPRV-0038,0039【完全生産限定盤】                                                  | 034位             |
| 2                 | Rice&Snow              | 2015年1月20日 2015年4月07日  | CD 2LP            | TPRC-0121 TPRV-0015【完全生産限定盤】                                             | 018位             |
| 3                 | ティー・フォー・スリー | 2016年5月24日 2016年7月30日  | CD 2LP            | TPRC-0159 TPRV-0021【完全生産限定盤】                                             | 014位             |
| 4                 | MY COLOR               | 2018年7月10日 2018年11月27日 | 2CD CD 2LP        | TPRC-0208,0209【初回限定盤】 TPRC-0210【通常版】 TPRV-0035,0036【完全生産限定盤】 | 017位             |

### ベスト・アルバム
| #                 | タイトル                    | 発売日                      | 規格              | 品番                                                                    | 最高位            |
| T-Palette Records | T-Palette Records           | T-Palette Records           | T-Palette Records | T-Palette Records                                                       | T-Palette Records |
| ----------------- | --------------------------- | --------------------------- | ----------------- | ----------------------------------------------------------------------- | ----------------- |
| 1                 | Negicco 2003〜2012 -BEST-   | 2012年2月22日               | CD                | TPRC-0009                                                               | 049位             |
| 1                 | Negicco 2003〜2012 -BEST-   | 2019年11月5日               | 2LP               | TPRV-0044                                                               | -                 |
| 2                 | Negicco 2011〜2017 -BEST- 2 | 2017年7月20日 2017年8月15日 | CD+BD CD 2LP      | TPRC-0180【初回限定盤】 TPRC-0181【通常盤】 TPRV-0026【完全生産限定盤】 | 021位 -           |
|                   | CONNIE SIDE OF NEGI SOUNDS  | 2017年10月8日               | CT                | TPRT-0002【初回生産限定盤】                                             | -                 |

### ライブ・アルバム
| # | タイトル                               | 発売日        | 規格 | 品番      | 備考                                |
| - | -------------------------------------- | ------------- | ---- | --------- | ----------------------------------- |
| 1 | Live at UMEDA CLUB QUATTRO, LIQUIDROOM | 2018年6月05日 | CD   | TPRC-0211 | タワーレコード限定 / 完全生産限定盤 |
| 2 | Live at NAKANO SUNPLAZA                | 2019年2月12日 | CD   | TPRC-0220 | タワーレコード限定 / 完全生産限定盤 |

### インスト・アルバム
| タイトル              | 発売日         | 規格 | 品番      |
| --------------------- | -------------- | ---- | --------- |
| MY COLOR INSTRUMENTAL | 2018年10月16日 | CD   | TPRC-0214 |

### 映像作品
| タイトル                                                                         | 発売日         | レーベル          | 販売形態        | 品番                                                                           |
| -------------------------------------------------------------------------------- | -------------- | ----------------- | --------------- | ------------------------------------------------------------------------------ |
| 天真爛漫                                                                         | 2008年         |                   | DVD             |                                                                                |
| STAR☆JUMP☆STADIUM                                                                | 2011年12月9日  | EXTRA!!!          | DVD             | EXTR-0001                                                                      |
| Negiccoワンマンライブ -BEST of Negicco@渋谷SOUND MUSEUM VISION                   | 2012年12月19日 | T-Palette Records | DVD             | TPRD-0002                                                                      |
| 「Melody Palette」〜お気に入りのパーティーへ〜                                   | 2013年12月11日 | T-Palette Records | 2DVD            | TPRD-0007【完全限定生産盤】                                                    |
| 新潟発 Negicco密着! アイドル10年                                                 | 2014年1月22日  | UX新潟テレビ21    | DVD             | NGC-0001                                                                       |
| LIVE & LIFE Negicco 2014-15 Winter                                               | 2015年4月7日   | T-Palette Records | 2DVD            | TPRD-0010                                                                      |
| Negicco First Tour 『Never Give Up Girls!!!&Rice&Snow』 at 新潟県民会館 大ホール | 2015年7月14日  | T-Palette Records | DVD             | TPRD-0011                                                                      |
| 日比谷野外大音楽堂 Road of Negiiiiiii 〜Negicco One Man Show〜 2015 Summer       | 2015年10月20日 | T-Palette Records | 2DVD+グッズ DVD | TPRD-0013 (NO MUSIC, NO IDOL? Vol.100盤)【初回生産限定盤】 TPRD-0014【通常盤】 |
| LIVE & LIFE II Negicco 2016 Winter-Spring                                        | 2016年7月12日  | T-Palette Records | Blu-ray         | TPRB-0002                                                                      |
| Negicco at NHKホール〜TADAIMA〜2016 Summer                                       | 2016年11月29日 | T-Palette Records | Blu-ray         | TPRB-0003                                                                      |
| love my 15years                                                                  | 2018年11月6日  | T-Palette Records | Blu-ray         | TPRB-0008                                                                      |

### コンピレーション・アルバム
| タイトル                                                    | 発売日        | 規格 | 品番                         | 収録曲                                  |
| ----------------------------------------------------------- | ------------- | ---- | ---------------------------- | --------------------------------------- |
| 地方発 アイドル大集合!!                                     | 2005年4月30日 | CD   | PRI-0002                     | 「恋するねぎっ娘」                      |
| もぎたて アイドル発見伝                                     | 2006年7月20日 | CD   | VICL-62011                   | 「For a long time」                     |
| HMV入門編シリーズ 吉田豪監修「ライブアイドル入門」          | 2011年8月31日 | CD   | HNMH-1                       | 「圧倒的なスタイル」                    |
| なうmix!! IN THE J-POP COVER 2 mixed by DJ eLEQUTE          | 2011年9月7日  | CD   | STRQ-0002                    | 「ロマンス」 「1/3の純情な感情」        |
| LOCAL IDOL BEST!                                            | 2012年7月18日 | CD   | TFCC-86386                   | 「恋のEXPRESS TRAIN」                   |
| Japan Idol File                                             | 2013年4月24日 | 5CD  | TPRC-0045                    | 「ニコニコ食育音頭 (Version2：園児編)」 |
| プラネタリウム mixed by DJ OSHOW                            | 2014年6月4日  | CD   | POCS-1151                    | 「ときめきのヘッドライナー」            |
| LEGEND オブ 特選 MIX / LEGENDオブ伝説 a.k.a. サイプレス上野 | 2016年5月11日 | CD   | PECF-1134 (felicity cap-249) | 「スウィート・ソウル・ネギィー」        |
| Shimokitazawa SOUND CRUISING 2016                           | 2016年5月21日 | CD   | TRSC-2016                    | 「マジックみたいなミュージック」        |

### 参加作品
| アーティスト名                   | タイトル                                                  | 発売日         | 規格         | 品番                                       | 参加曲 | 備考 |
| -------------------------------- | --------------------------------------------------------- | -------------- | ------------ | ------------------------------------------ | --- | --- |
| 危険日チャレンジガールズ!        | 『Like A Bitch』                                          | 2013年1月      | CD           | TBSR-0001                                  | 「ニコらス! feat. Negicco」                                                                                           | ボーカル参加。 |
| アルビレックス新潟サポーターズCD | 『IT'S SOUL』                                             | 2013年8月25日  | CD           |                                            | | CDジャケットに起用。 |
| アルビレックス新潟サポーターズCD | 『Alegria』                                               | 2014年8月16日  | CD           |                                            | 守田達弥応援歌「さあいけ守護神・守田!!」                                                                              | ボーカル参加のほか、CDジャケットに起用。                                                                                        |
| アルビレックス新潟サポーターズCD | 『TERROIR』                                               | 2015年7月29日  | CD           |                                            | 「Sombrero」 「KTMR」 「ラファエルシルバのテーマ」 「大野和成のテーマ」 「守田達弥のテーマ」                          | ボーカル参加のほか、CDジャケットに起用。                                                                                        |
| lyrical school                   | 「brand new day」                                         | 2014年4月2日   | CD           | TPRC-0074【初回限定盤B】                   | 「リボンをきゅっと-521 remix」                                                                                        | Meguが参加。 |
| Negipecia                        | 「Girl's Life」                                           | 2014年8月26日  | CD           | TPRC-0102（Negipecia盤）                   | 「Girl's Life」 「水着・浴衣・花火・背伸び (Negicco ver.)」 ※Negipecia盤、Negicco盤収録                               | |
| Negipecia                        | 「Girl's Life」                                           | 2014年8月26日  | 12"シングル  | TPRV-0012（Negipecia盤）【完全生産限定盤】 | 「Girl's Life」 「水着・浴衣・花火・背伸び (Negicco ver.)」 ※Negipecia盤、Negicco盤収録                               | |
| Negipecia                        | 「Girl's Life」                                           | 2014年8月26日  | CD           | TPRC-0103（Negicco盤）                     | 「Girl's Life」 「水着・浴衣・花火・背伸び (Negicco ver.)」 ※Negipecia盤、Negicco盤収録                               | |
| Various Artists                  | 『アイドルばかりピチカート -小西康陽×T-Palette Records-』 | 2015年4月22日  | CD           | TKCA-74215                                 | 「ジョリ・バブリ・ラヴリィ」 「マジック・カーペット・ライド」                                                         | ピチカート・ファイブ楽曲のカバー・アルバム。 T-Palette Records所属の5グループが参加。                                           |
| Various Artists                  | 『アイドルばかりピチカート -小西康陽×T-Palette Records-』 | 2016年4月16日  | 5×7"シングル | JSLP071                                    | 「ジョリ・バブリ・ラヴリィ」 「マジック・カーペット・ライド」                                                         | ピチカート・ファイブ楽曲のカバー・アルバム。 T-Palette Records所属の5グループが参加。                                           |
| Various Artists                  | 『REQUEST』                                               | 2015年4月22日  | 2CD          | VTZL-99【初回限定盤】                      | 「プラチナ」 | 坂本真綾 20周年記念トリビュートアルバム。                                                                                       |
| Various Artists                  | 『REQUEST』                                               | 2015年4月22日  | CD           | VTCL-60396【通常盤】                       | 「プラチナ」 | 坂本真綾 20周年記念トリビュートアルバム。                                                                                       |
| happy machine                    | 『building the machine』                                  | 2015年7月8日   | CD           | NECD-1001                                  | 「Melon Pop feat.Megu from Negicco」                                                                                  | Meguがボーカル参加。 |
| Negicco feat.小林幸子            | 「にいがた☆JIMAN!」                                       | 2015年6月29日  |              |                                            | | 「にいがた発信プロジェクト」の一環で制作された楽曲。 小西康陽プロデュース。                                                     |
| Orland                           | 『LUV CONNECTION E.P.』                                   | 2015年10月3日  | CD           | PUMP-0006                                  | 「Do-De-Da 〜Trimondo Negimina〜 feat. Negicco」                                                                      | ボーカル参加。 |
| 蓮沼執太                         | 『メロディーズ』                                          | 2016年2月3日   | CD           | DDCB-13031                                 | 「アコースティックス」 「ストローク」                                                                                 | コーラス参加。 |
| DJやついいちろう                 | 『YATSUI MATOME』                                         | 2016年6月8日   | CD+DVD       | VIZL-964                                   | 「純情エクスタシィ / 危険日チャレンジガールズ! feat.Negicco」 「ニコらス! feat. Negicco / 危険日チャレンジガールズ!」 | ボーカル参加。 |
| Shiggy Jr.                       | 『ALL ABOUT POP』                                         | 2016年10月26日 | CD+DVD       | UMCK-9866【初回盤】                        | 「Saturday night to Sunday morning (with Negicco)」                                                                   | 初回限定盤付属DVDに収録。 |
| キケチャレ!                      | 「ONE NIGHT SEXY GIRL!!!」                                | 2017年2月15日  | CD           | VICL-37425                                 | 「ONE NIGHT SENSATION!!! / キケチャレ!feat.Negicco」                                                                  | タワーオンラインにて予約・購入者に、特典CD-R「キケチャレ!feat.Negicco「ONE NIGHT SENSATION!!!」キケチャレOFFMIX」が配布された。 |
| KIRINJI                          | 『時間がない』                                            | 2018年5月2日   | CD           | UCCJ-2155                                  | 「Mr. BOOGIEMAN feat. Negicco」                                                                                       | 2017年12月6日EX THEATER ROPPONGI公演にゲスト出演                                                                                |
| DJみそしるとMCごはん             | 『エプロンボーイのさしすせそ』                            | 2018年7月25日  | CD           | KSCL-3069                                  | 「スプーンガールのマイカレー feat. Negicco」                                                                          | |
| 中島愛                           | 『ラブリー・タイム・トラベル』                            | 2019年1月28日  | CD           | VTCL-60479                                 | 「無言のファルセット」                                                                                                | コーラス参加。 |
| ダンス☆マン                      | 『From Planet Mirrorball』                                | 2019年7月17日  | CD           | TRJC-1087                                  | 「頑張り過ぎずにガンバって!feat. Negicco」                                                                            | |
| KIRINJI                          | 『KIRINJI 20132020』                                      | 2020年11月18日 | CD           | UCCJ-9226                                  | 「愛は光」 | |
| 越後屋ときな feat.Negicco        | 『ねぇバーディア』                                        | 2022年2月16日  | CD           | ECGY-002                                   | 「ねぇバーディア」 | 越後屋ときなとのコラボ企画として新録。                                                                                          |

#### ミュージック・ビデオ
- サイプレス上野とロベルト吉野『コンドル』（2015年4月1日）※「やってやるって」MUSIC VIDEOに出演[87]。
- DJみそしるとMCごはん『ジャスタジスイ』（2015年4月22日）※「ジャスタジスイ」MUSIC VIDEOに出演[88]。
- さよならポニーテール「夏の魔法 feat.曽我部恵一+ザ・なつやすみバンド」（2015年9月）[89]※Megu出演。
- TRICERATOPS「Shout!」（2015年9月15日）[90][91]
- サニーデイ・サービス「苺畑でつかまえて」（2016年1月15日）[92]※Kaede出演[93]。
- connie「グリッター」feat.小田朋美（CRCK/LCKS）（2019年8月21日）[94]※Megu出演。

### 書籍・写真集
- iPhoneアプリ デジタル写真集「ハローねぎねぎ」（2011年）
- Amazon Kindle版 デジタル写真集「Negipecia Live -9girls-」（撮影：鈴木妄想[95]）（2014年9月9日）
- フォトブックレット「野音に新潟の風が、吹いた夜。」（撮影：植本一子、インタビュー：南波一海）（2015年9月18日）- TPRH-0001 ※タワーレコード限定店舗取扱
- Nao☆初のアートブック「nanohana＊book」（2019年7月20日）

## ライブ・イベント

### ワンマンライブ、主催イベント
2010年
- 12月12日、Negiccoワンマンライブ「HEART∞BEAT 〜私もライブに連れてって！〜」（新潟GOLDENPIGS REDSTAGE）

2011年
- 3月19日、EXTRA!!! presents Negiccoワンマンライブ「STAR☆JUMP☆STADIUM」（渋谷スターラウンジ）

2012年
- 9月17日、Negicco Live in LOTS（新潟LOTS）

2013年
- 10月5日、Negicco Best!!! 10年分のありがとうNegicco10周年ワンマンライブ!（新潟テルサ）

2014年
- 7月11日、Road of Negiiiiii 〜Negicco One Man Show〜（渋谷WWW）
- 9月6日、Negicco NEXT DECADE 2014 〜奇跡を起こす!この街から〜（新潟市りゅーとぴあ）
- 10月31日、Road of Negiiiiii 〜Negicco One Man Show 〜 2014 Autumn“-Day One- 〜Halloween〜”（代官山UNIT）
- 11月1日、Road of Negiiiiii 〜Negicco One Man Show 〜 2014 Autumn“-Day Two- 〜Band Set〜”（代官山UNIT）

2015年
- 1月24日、NEGI FES 2015 at LIQUIDROOM（LIQUIDROOM ebisu）
- 1月25日、Negicco at LIQUIDROOM Road of Negiiiiii 〜Negicco One Man Show〜 2015 Winter（LIQUIDROOM ebisu）
- 7月20日、NEGiFES〜Negicco 12th Birthday〜（開場11:30、開演12:30、埼玉県 所沢航空記念公園 野外ステージ）
- 8月16日、Negicco at 日比谷野外大音楽堂 Road of Negiiiiii 〜Negicco One Man Show〜 2015 Summer（日比谷野外大音楽堂）
- 12月26日、NEGI祭 〜2015忘年会〜（新潟・りゅーとぴあ新潟市民芸術文化会館 コンサートホール）

2016年
- 2月2日、圧倒的なNEGiBANDライブ！（東京・東京キネマ倶楽部）
- 7月20日、Negicco 13th Anniversary×TOWER RECORDS SHINJUKU『Negicco 13回目の結成記念日』（開場19:15、開演20:00 東京・新宿Flagsビル屋上）
- 7月30日、Negicco 13th Anniversary『Road of Negiiiiii 〜TADAIMA〜 2016 Summer at NHKホール』（開場17:00、開演18:00 東京・NHKホール）
- 8月20日、Negicco 13th Anniversary NEGi FES 2016（開場11:00、開演12:00 埼玉県 所沢航空記念公園 野外ステージ）
- 12月3・4日、私をネギーに連れてって in Naeba（新潟・苗場プリンスホテル内 ブリザーディウム）

2017年
- 1月3日、私立恵比寿中学×Negicco〜当日までには仲良くなろうね〜（私立恵比寿中学と共催 埼玉・大宮ソニックシティ大ホール）
- 2月14日、ネギ、会いにゆきます。（ゲストlyrical school 新潟・GOLDEN PIGS RED STAGE）
- 5月21日、Negicco in 沖縄 2017〜コニーの日は沖縄で。〜（沖縄・Output 沖縄）
- 7月19日、Negicco結成15年目突入記念イベント祭！！！『ネギの地元でトーク＆ライブ』（新潟・NIIGATA LOTS）
- 7月20日、Negicco結成15年目突入記念イベント祭！！！『ネギのカラオケ』（東京・品川クラブeX）
- 7月22日、Negicco結成15年目突入記念イベント祭！！！『Negicco 5656大宴会祭』（東京・浅草5656会館）
- 8月20日、Negicco結成15年目突入記念イベント祭！！！『STAR☆JUMP☆STADIUM 2017』（2部制 東京・渋谷Star lounge）
- 10月7・8日、NEGi FES 2017 in 新潟 北方文化博物館（新潟・北方文化博物館）
- 11月11日、Road of Negiiiiii 〜Three Never Give Up Girls!!!〜 2017 Autumn at 新潟県民会館（新潟・新潟県民会館）
- 12月2・3日、私をネギーに連れてって in Naeba 2017（新潟・苗場プリンスホテル内 ブリザーディウム）
- 12月7日、NegiSUMMIT 2017（東京・PLUG IN STUDIO by nana × 2.5D）
- 12月23日、毎日がクリスマス 10TH ANNIVERSARY!（神奈川・横浜赤レンガ倉庫1号館3Fホール）

2018年
- 1月13日、2018 Negicco 1st LIVE SHOW（神奈川・横浜ベイホール）
- 1月20日、Negicco新年会＠新潟・ホンマ健康ランド（新潟・ホンマ健康ランド）
- 3月11日、Negiccoの、ツーマンにようこそ in NIIGATA LOTS（ゲストScoobie Do 新潟・NIIGATA LOTS）
- 4月22日、世田谷コンサート（東京・世田谷区民会館）
- 4月30日、Negiccoの、ツーマンにようこそ in NIIGATA LOTS（ゲスト□□□ 新潟・NIIGATA LOTS）
- 5月20日、Negiccoの、ツーマンにようこそ in NIIGATA LOTS（ゲストShiggy Jr. 新潟・NIIGATA LOTS）
- 7月21日、Negicco結成15周年記念ワンマンライブ『love my 15years at 朱鷺メッセ』（新潟・朱鷺メッセ）
- 7月27・28日、まつり湯特別企画（祝）15周年おめでとうNegicco大生誕祭（東京・浅草ROX まつり湯）
- 9月28日、Negiccoの、ツーマンにようこそ in NIIGATA LOTS 特別篇「MAXねぎ9.28」（ゲストMAX 新潟・NIIGATA LOTS）
- （10月7日、東京・新宿ReNYで開催された「T-Palette Records Presents バニラビーンズに感謝祭～Final Innocence～」に出演。2011年のT-Palette Records設立当初からのレーベルメイトだったバニラビーンズと最後の共演）
- 10月13日、NEGi FES 2018 in 新潟・北方文化博物館（新潟・北方文化博物館）※出演：KIRINJI、サニーデイ・サービス、YOUR SONG IS GOOD、Negicco（バックバンド：CRCK/LCKS）
- 10月21日、ネギの産地でこんにちネギネギ！特別編〜下仁田2018〜（群馬・下仁田町文化ホール）
- 11月24日、relive MY COLOR（東京・中野サンプラザ）※バンドメンバー：sugarbeans（Key）、末永華子（Key）、設楽博臣（G）、千ヶ崎学（B / KIRINJI）、岡本啓佑（Dr/黒猫チェルシー）
- 12月1・2日、私をネギーに連れてって in Naeba 2018（新潟・苗場プリンスホテル内 ブリザーディウム）
- 12月24日、We Wish You A Neggy Christmas! 2018（新潟・NIIGATA LOTS）

2019年
- 1月13・14日、Negicco新年会〜健康ランドで2019年もよろしくネギネギ！〜（新潟・ホンマ健康ランド）
- 1月24日、エビネギ2〜バンドで一緒に仲良く演ろうね〜（私立恵比寿中学と共催 東京・Zepp Tokyo）※バンドメンバー：2018年11月24日の中野サンプラザ公演と同じ
- 1月26日、エビネギ3〜エビネギ1の、ようなもの。〜（私立恵比寿中学と共催 新潟・新潟県民会館大ホール）
- 1月28日、エビネギ the FINAL〜二次会と打ち上げのあいだ〜（私立恵比寿中学と共催 東京・Zepp Tokyo）
- 2月9日、Negicco × よしもと新潟住みます芸人（関田将人・大谷哲也・いっすねー!山脇と共演 新潟・新潟LOTS）
- 2月16日、Negicco in 沖縄 2019〜OKINAONE MAN〜（沖縄・Output）
- 6月1日、LIVE&LIFE（東京・Shibuya O-EAST）
- 7月20日、Negicco結成16周年コン佐〜渡！！！（新潟・佐渡おんでこドーム）
- 7月28日、世田谷コンサート 第２幕（東京・世田谷区民会館）※バンドメンバー：2018年11月24日の中野サンプラザ公演と同じ
- 8月4日、Negicco女子限定ライブやるって！じょじょじょ！（東京・代官山LOOP、女性限定イベント）
- 8月30日、NASSYI FES. Presents CHARAMETAL BAND CHARAMEL Ghoul City TOUR 2019（千葉・市川文化会館、ふなっしー率いるキャラクターメタルバンド「CHARAMEL」との対バン）
- 9月24日、Veats Shibuya OPENING EVENT 夏の終わりのハーモニー♡～中島さんとNegiccoさん～ Supported by タワーレコード40周年（東京・Veats Shibuya）
- 9月28日、NEGi FES 2019 in 新潟・北方文化博物館 supported by サトウ食品（新潟・北方文化博物館）
- 11月30日・12月1日、私をネギーに連れてって in Naeba 2019（新潟・苗場プリンスホテル内 ブリザーディウム）
- 12月22日、We Wish You A Neggy Christmas! 2019（新潟・NIIGATA LOTS）

2020年
- 1月11日、Negicco新年会〜またまた健康ランドで2020年もよろしくネギネギ！〜（新潟・ホンマ健康ランド）
- 1月25日、Negicco in 沖縄 2020〜OKINAWAN MAN〜（沖縄・Output）
- 7月15日、Negicco結成17周年記念オンラインアコースティックライブ（配信）
- 8月、Negiccoオンラインライブツアー「2020夏、配信巡り」を5回配信（8月15日、16日、22日、29日、30日配信）
- 10月3日、NEGi FES 2020 ONLINE（配信、共演：RYUTist、RINGOMUSUME）
- 11月7日、葱園ダンスホール〜踊りと音楽〜（配信）
- 11月28日、私をネギーに連れてってin online 2020（配信）
- 12月20日、We Wish You A Neggy Christmas! 2020（配信）

2021年
- 2月20日、サトウ食品Presents　Negicco一日限りの特別配信LIVE（配信）

### 私をネギーに連れてって in Naeba
新潟・苗場プリンスホテルを貸し切って行う2日間のイベント。2016年から毎年12月上旬、スキーシーズンが本格的に始まる直前の週末に開催されている。
2020年は新型コロナウイルスの影響により開催せず。ライブのほか、メンバー企画よる各種イベントが行われる。
- ライブ - 苗場プリンスホテル内・ブリザーディウムにて、1日目の夕方と2日目の昼の2回ライブを行う。メンバーにピアノとホーン隊がつく。
- Night Party - 1日目の夜に開催。DJ connie・DJ Meguらが出演。
- くま居酒屋 - 1日目の夜に開店。Night Partyの裏でネギスタッフによるトークイベントを行う。
- Negiccoと早起き！ - 2日目の朝に開催。ブリザーディウムにてメンバーとラジオ体操（Nao☆）・エアロビクス（Megu）・合唱（Kaede）・ヨガ(Kaede、2018年から室内で放送)を行う。
- コニ四駆 - ミニ四駆好きプロデューサーconnieとミニ四駆を組立て、走らせて遊ぶ。
- Negicco似顔絵イラスト - 事前にファンから募集したNegicco似顔絵イラストを会場に展示する。
- Negicco衣装展・なのはな個展 - Negiccoの過去の衣装やNao☆による作品を展示する。
- ネギフリマ - NegiccoがTVや雑誌、CDジャケットなどで着用した洋服を販売する。2018年開催。
- 宿泊ブラン・アクセスプラン - 旅行会社による苗場プリンスホテルに宿泊するプラン。東京駅・新潟駅からの往復交通が付いたプランもある。1泊2食付き。

### 定期ライブ（2013年）
| #  | 公演名                                                                                    | 公演日       | 会場       | 備考                                                                            |
| -- | ----------------------------------------------------------------------------------------- | ------------ | ---------- | ------------------------------------------------------------------------------- |
| 1  | 新春NegiNegi祭り〜Daikanyama Loop 2013 New Year Party!!!〜                                | 2013年1月6日 | 代官山LOOP | LIVE : Negicco DJ : 掟ポルシェ / エドポル                                       |
| 2  | Daikanyama Loop Present's「NegiROAD Vol'1」                                               | 2月17日      | 代官山LOOP | LIVE : Negicco / UKO / Especia / SAWA                                           |
| 3  | Daikanyama Loop Present's「NegiROAD Vol'2」                                               | 3月17日      | 代官山LOOP | LIVE : Negicco / SOFFet DJ : 野本かりあ                                         |
| 4  | Daikanyama Loop Present's「NegiROAD Vol'3」〜250名限定〜                                  | 4月28日      | 代官山LOOP | LIVE : Negicco / bomi DJ : Idiot Pop                                            |
| 5  | Daikanyama Loop Present's「NegiROAD Vol'4」 〜Guest：星村麻衣〜                           | 5月25日      | 代官山LOOP | LIVE : Negicco / 星村麻衣                                                       |
| 6  | Daikanyama Loop Present's「NegiROAD Vol'5」                                               | 6月23日      | 代官山LOOP | LIVE : Negicco / GAKU MC DJ : PellyColo (Passione/GIMMIC)                       |
| 7  | Daikanyama Loop Present's「NegiROAD extra edition」 〜Negicco 10th Anniversary Party!!!〜 | 7月21日      | 代官山LOOP | LIVE : Negicco Special Talk Session : Negicco / 掟ポルシェ / RAM RIDER DJ : TBA |
| 8  | Daikanyama Loop Present's「NegiROAD Vol'6」                                               | 8月25日      | 代官山LOOP | LIVE : Negicco / チャラン・ポ・ランタン / TEMPURA KIDZ DJ : フレネシ            |
| 9  | Daikanyama Loop Present's「NegiROAD Vol'7」                                               | 9月29日      | 代官山LOOP | LIVE : Negicco / Charisma.com / 吉澤嘉代子                                      |
| 10 | Daikanyama Loop Present's「NegiROAD Vol'8」                                               | 10月27日     | 代官山LOOP | LIVE : Negicco / ハナエ / BAKUBAKUDOKIN                                         |
| 11 | Daikanyama Loop Present's「NegiROAD Vol'9」〜Daikanyama Loop 5th Anniversary〜            | 11月24日     | 代官山LOOP | LIVE : Negicco / lyrical school / THE OTOGIBANASHI'S                            |
| 12 | Daikanyama Loop Present's「NegiROAD FINAL」〜one man show〜                               | 12月28日     | 代官山LOOP | LIVE : Negicco                                                                  |

### 写真展
- Negicco展「#Negicco10th」（2013年7月3日-7月31日、渋谷パルコ Part1 6F P/I GALLERY）

### イベント
- Negicco × mona records「Negi CAFE」（2016年5月24日-6月20日、下北沢・mona records2F おんがく食堂）[143][144]

## 出演
- ラジオはFM-NIIGATAで冠番組「ネギStyle」（毎週金曜日21:00-21:30）のほか、「朝日山専門店 居酒屋 ヤン次郎兵衛」（毎週木曜日18:26-）にメンバー1人が週替わりで出演している。
  - MeguはFM-NIIGATA「HAPPY MAPPY」（毎週月曜日13:30-16:55）で村井杏とパーソナリティーを務める。
- CMはサトウ食品、NEXCO東日本、大光銀行などに出演している。

### テレビ
- ポップジャム（2004年9月10日、NHK総合）
- テレビ東京「マニアの叫び」（2007年3月23日深夜）[145]
- さんまのSUPERからくりTV（2011年6月5日、TBSテレビ） - 「かえうた王」予選
- 森田一義アワー 笑っていいとも!（2012年4月18日、フジテレビ）
- Rの法則（2012年7月18日・10月3日・12月31日（スタジオ出演）、NHK Eテレ） - アス学のコーナーにVTR出演。
- アイドル10年〜にいがた発 Negicco密着〜（2013年8月14日、UX新潟テレビ21、10:25-11:25） - 10月12日にDVD発売。
- ミニネギ（2013年8月26日-10月28日、UX新潟テレビ21、月曜 0:15-0:20 1:50-1:55（2回放送））
- 八千代コースター（2015年11月14日[146]、2016年5月21日[147]・12月23日（特別番組「ネギークリスマス」）[148]、新潟総合テレビ）
  - Nao☆ - 2013年12月14日、2014年2月8日・11月8日、2015年3月14日[149][150]・6月20日・6月27日・10月3日[151]、2016年2月20日[152]・7月16日（VTR出演）[153]・10月1日[154]・10月29日[155]
  - Megu - 2014年2月1日・7月19日・12月13日、2015年4月18日[156]・9月5日・11月21日、2016年3月12日[157]・9月3日（Nao☆に替わって出演）[158]・9月17日（VTR出演）[159]・12月17日[160]
  - Kaede - 2013年11月16日、2014年3月8日・8月23日、2015年2月14日[161]・5月16日[162]・7月25日[163]・12月19日、2016年4月23日[164]・6月25日[165]・8月20日（VTR出演）[166]・11月19日[167]
- 超耕21ガッター（2013年12月23日、新潟総合テレビ） - Megu出演
- いらこん（2014年5月16日、フジテレビ） - 出演：バニラビーンズ、Negicco、仙石みなみ・古川小夏（アップアップガールズ（仮））、ayaka（lyrical school）
- もっとネギッちゃう!え〜YOU（2014年6月16-19日、UX新潟テレビ21、23:20-23:25）
- 大槻ケンヂの日本のほほん化計画[168]（2014年9月5、12日、BS12ch TwellV）
- ライブB♪（2014年12月23日、TBSテレビ、25:51-27:01）[169]
- ナニコレ珍百景 テレ朝系列投稿日本一決定戦SP（2014年12月24日、テレビ朝日、18:30-21:54）※UX新潟テレビ21「クレーンゲームの達人の接骨院」（新潟県柏崎市）に出演
- アイドルお宝くじ（2015年1月3日、BS朝日、25:30-27:00）
- 音流〜On Ryu〜（2015年1月16日、テレビ東京、27:15-27:45）
- MUSIC JAPAN（2015年2月23日[170]・8月30日[171]、NHK総合 0:10-0:49）
- Nスタにいがたプラス（2015年3月5・12日、新潟放送、18:52頃）※週刊キッズインフォメーションのインタビューゲストに出演
- ムチャブリ!スタンパー（フジバラナイト MON）（2015年3月16日、フジテレビ、25:25-25:55）
- むかいのアプリ（2015年3月26日、UX新潟テレビ21、24:55-25:25）
- TOKYO IDOL PROJECT（2015年3月30日、フジテレビ、24:35-25:25）
- FULL CHORUS 〜音楽は、フルコーラス〜 #3（BSスカパー!、2015年4月21日、21:00-21:59 再放送：4月22日、12:00-12:59）※ハマ・オカモト「ハマレコメンド」に出演
- 新潟の大学・短大そこが知りたい!2015（2015年6月27日、BSN新潟放送、10:30-11:24）※Kaede出演
- はやドキ!（2015年8月6日、TBSテレビ、4:00-5:30）※キタコレ!「生」出演のコーナーに出演
- ナマ・イキVOICE（2015年8月22日、KTS鹿児島テレビ、18:30-19:00）
- saku saku（2015年8月31日 - 9月4日・2016年5月23日 - 27日[172]・2017年1月9日 - 13日[173]、テレビ神奈川、7:00-7:30（再放送：同日23:30-24:00））
- アフロの変（2015年9月10日、フジテレビ、25:35-26:35）※Nao☆出演
- ダウンタウンDX（2015年10月22日[174]、日本テレビ、22:00-22:55）
- スーパーJにいがた（2015年11月18・23日、UX新潟テレビ2）※「早ミミ探検隊」にKaede出演
- アイドル魂 なだれ坂ロック!（2016年3月16日、テレビ東京、26:05-26:35）[175]
- TeamECO自然派宣言〜新潟 水と人との物語〜（2016年3月26日、UX新潟テレビ21、16:00-16:55）
- ミャンマーMRTV「J POPular Foods JAPAN SEA」（2016年11月19日）
- パックン&河北麻友子のあつまれ！VRフレンズ（2017年3月10日、TOKYO MX、20:25-20:55）
- バナナ♪ゼロミュージック（2017年6月17日[176]、NHK総合、22:20-22:54）
- 坂崎幸之助のももいろフォーク村ちょいデラックス（2017年7月13日、フジテレビNEXT / フジテレビNEXTsmart、25:30-28:30）
- 出雲崎町PR番組「〜わたしの出雲崎〜　絵になる町のフォトジェニック散歩」（2017年8-9月、テレビ新潟・山形放送・福島中央テレビ・北日本放送・テレビ信州・群馬テレビ）
- 西川貴教の僕らの音楽#3（2017年8月31日[177]、フジテレビNEXT / フジテレビNEXTsmart、19:00-20:00）
- 関内デビル（2018年2月12-16日、テレビ神奈川、23:30-24:00）
- きくちから（2018年4月26日、フジテレビNEXT、20:00-21:00）
- にいがたメチャカワch（2017年9月16日-2018年5月26日、テレビ新潟、毎週土曜日24:55-）
- 坂崎幸之助のももいろフォーク村NEXT（2018年7月12日、フジテレビNEXT / フジテレビNEXTsmart、19:00-21:00）
- BSN水曜見ナイト（2018年6月6日・9月12日、新潟放送）※Nao☆出演
- なじラテ。（2018年7月7日:Kaede・8月18日:Nao☆・9月22日:Megu、新潟放送）
- アイドル15年　新潟発Negicco密着（2018年12月30日、UX新潟テレビ21、12:00-13:00）
- 八千代ライブ（2016年11月23日・2017年4月7日-2020年、新潟総合テレビ、毎週金曜日15:50-16:50（生放送））※八千代コースターのスピンオフ番組[178]
- 夕方ワイド新潟一番（2019年4月25日-、テレビ新潟）※コーナー「ネギらせていただきます」にNao☆出演
- みなとまち新潟音楽祭（2019年10月25日・11月1日：NHK総合・新潟ローカル、11月7日：NHK総合・全国放送）
- しおこうじ玉井詩織×坂崎幸之助のお台場フォーク村NEXT #7（2020年1月23日、フジテレビNEXT）
- Dearにっぽん（2023年8月12日、NHK総合）

### ラジオ
- Negicco RADIO（FM KENTO）
  - 2008年9月2日 - 2015年3月18日 ※金曜・再放送日曜 Ustream収録配信
  - 2015年4月13日 - 2016年12月30日[179] ※毎月1回（月曜：Ustream収録生放送、金曜：本放送）
- はずのみ（FM PORT）
- FIGUEROA（FM-NIIGATA、2013年4月3日 - 9月26日 Nao☆：水曜アシスタント、Megu：木曜アシスタント）
- ネギStyle（FM-NIIGATA、毎週金曜日21:00-21:30、2013年10月3日 - ）
- HAPPY MAPPY（FM-NIIGATA、毎週月曜日13:30-16:55、2018年4月2日 - Megu）
- 朝日山専門店 居酒屋 ヤン次郎兵衛（SOUND SPLASH内）（FM-NIIGATA、毎週木曜日18:26-、2018年4月12日 - 3人が週替わりで女将役として出演、2019年3月まではMeguのみ出演）
- TBSラジオ「アフター6ジャンクション」（2019年10月22日、スタジオ生ライブ）[180]

### CM
- Team ECO（2005年 - 、新潟テレビ21が展開する環境キャンペーン）
- オートバンク（2008年7月 - ）※ヤングキャベツと共演
- 新潟三菱自動車販売（2010年 - ）
- Workin（ワーキン）新潟（2012年3月 - ）
- モンスターハンター4 ご当地CM新潟編（2013年12月 - ）
- 東新潟自動車学校（2014年3月 - ）
- 越後秘蔵麺 無尽蔵（2014年4月）※春限定商品「春彩ちゃんぽん」CMにNao☆がナレーションで出演
- 新潟アサヒアレックスアイスアリーナ（2014年7月 - ）
- サトウ食品（2014年11月 -、「サトウのごはん」「サトウの鏡餅」など、後述）
- 新潟県曹洞宗青年会 仏前結婚式普及プロジェクト【結の仏】（2014年12月 - ）
- 東アジア文化都市2015新潟市（2015年2月）※オープニング開幕告知テレビCMのナレーションを担当
- 山代温泉「葉渡莉（はとり）」（2015年3月 - ）[181] ※放送局：テレビ金沢、石川テレビ、富山テレビ、福井テレビ、テレビ新潟
- 朝日酒造「朝日山」新聞広告（2015年3月13日）[182]
- 新潟市元気創生プレミアム付き商品券（2015年）
- 新潟日報社テレビCM（2015年9月 - ）※棚田編にNao☆が出演
- サントリーフーズ ボス レインボーマウンテンブレンド「ご当地ブレンド新潟」篇（2015年8月 - ）
- 大光銀行（2015年9月 - ）
  - 大光銀行マイカーローン Negicco歌 篇（2018年5月）
  - コフレディア目的ローン「糸でんわ」篇
  - 口座開設アプリ（2016年3月）
  - LUXZO 手のひらNegicco 新登場 篇
  - リバースモーゲージローン Negiccoと夫婦 篇（2019年5月）
  - 大光Visaデビットカード 篇（2019年8月）
- キリン一番搾り「47都道府県の一番搾りプロジェクト」（2016年1月 - ）※新潟づくり考案メンバーにMeguが参加
- NIC新潟日報販売店会（2016年）[183][184]
- アサヒフードアンドヘルスケア「MINTIA」20周年記念ムービー（2016年3月 - ）[185]
- パナソニック プライベート・ビエラ「ブルーレイ」篇（2016年5月 - ）[186][187]
- 株式会社タミヤオリジナル・ショートフィルム「The Racer」（2016年7月17日 - ）[188]※Megu出演
- 新潟県知事選挙 選挙啓発PR（2016年9月 - 10月）[189]※Kaede出演
- エースコック「うまさぎっしり新潟」シリーズ（2016年10月 - ）[190][191]※応援隊に就任。
- サントリーフーズ プレミアムボス リミテッド「新潟県」篇（2017年2月）
- 大塚製薬オロナミンC 新潟限定CM（2017年7月）
- 武田コンシューマーヘルスケア・ベンザブロックプラス「かぜぐすリリック」（2017年10月11日）[192][193]
- 花王「ビオレu 泡ハンドソープ 弱酸性のあいつ by 手肌まもり隊」北陸（新潟）代表（2018年5月17日）
- 新潟県交通政策局「にいがた図柄入りナンバー」（2018年10月1日）※Nao☆出演[194]
- 花王「ニャンとも清潔トイレ」2018 秋冬インフォマ 〜看板猫ググリン〜（2018年）※Nao☆出演
- セイヒョー「もも太郎」（2019年）
- 桃屋「Negiccoキムチの素ver」「Negicco唐辛子みそver」（2020年3月、新潟県内NST）
- マリンピア日本海30周年記念バージョンCM（2020年）

#### サトウ食品のCM
新潟市に本社があり「サトウのごはん」「サトウの鏡餅」で知られるサトウ食品が、2014年11月からNegiccoを全国放映のテレビCMなどに起用している。
Negiccoのライブにおいては、サトウ食品がサポートすることがあり、その場合はライブ名に「supported by サトウ食品」が付くことがある。また、ライブのおみやげとして同社の製品「サトウの切り餅 いっぽん」やNegiccoパッケージの「サトウのごはん」が提供されることもある。
年末の鏡餅シーズンに「サトウ食品 Presents Negicco 1日限りの特別LIVEペア ご招待キャンペーン」が行われ、応募者を抽選でNegiccoの限定ライブに招待するというキャンペーンもある。2018年からはNao☆によるイラストなどがデザインされた「Negicco鏡餅」が年末に発売されている。
HARD OFF ECOスタジアム新潟で開催されるプロ野球のサトウ食品スペシャルゲームにおいて2015年から始球式をNegiccoが務めている。
テレビCM
- サトウの鏡餅「らくポイ容器」篇（2014年11月 - 12月）※初の全国ネットCM
- サトウのごはん「釜炊きほっかほか」篇（2015年2月 - 8月）
- サトウの切り餅 いっぽん「いっぽん応援団」篇（2015年9月）
- サトウの切り餅「もちポンクッキング」（2015年11月）
- サトウの切り餅 ながモチフィルム「切り餅わからない」篇（2016年8月 - 11月）
- サトウの鏡餅「宝船でどんぶらこ」篇（2016年12月）
- サトウのごはん「ずっと釜炊き」篇（2017年7月）
- サトウの切り餅いっぽん「いっぽんチアガール」篇（2017年10月）
- サトウの鏡餅「らくポイ容器」篇（2018年11月 - 12月）
- サトウのごはん「ふっくら釜炊き」篇（2019年6月 - ）
- サトウのごはん「それぞれの幸せ」編（2021年8月 - 9月）
- サトウの鏡餅「水引」編（2021年11月 - 12月）

サトウ食品スペシャルゲーム、プロ野球横浜DeNAベイスターズ主催試合の始球式（HARD OFF ECOスタジアム新潟）
- 2015年5月9日、読売ジャイアンツ戦、Nao☆
- 2016年6月14日、北海道日本ハムファイターズ戦、Megu
- 2017年7月4日、阪神タイガース戦、Kaede（雨天中止）
- 2018年4月17日、読売ジャイアンツ戦、Kaede
- 2019年5月8日、読売ジャイアンツ戦、Nao☆

### インターネット
- BOMB.TV（2008年）
- 勝ち抜き!アイドル天国!!ヌキ天（Gyao!、2008年12月10日、2009年1月21日・2月6日・3月20日・6月12日・7月24日）
- DOMMUNE カメキチ・ミュージック・フェア（2011年4月25日）
- にいがた発信プロジェクト「にいがた★JIMAN!」プロモーションビデオ（2015年）※出演、歌唱「Negicco feat.小林幸子」
- 建設コンサルタンツ協会北陸支部「教えて！ケンコンさん〜Negicco Kaedeと巡る『まちの施設』in北陸〜」（2016年）※Kaedeがナレーションを担当
- 経済産業省・中小企業庁サイト「ものづくり★プライド 注目支援施策を活用した成果事例」 - 中部エリア代表として参加（2016年3月）[196]
- 新潟空港PR動画（2018年）
- 佐渡市温泉活性化協議会 佐渡島温泉公式PRソング「美人の湯(YOU)」(2018年、主演・歌唱：Megu、音源CDは佐渡市のふるさと納税の特典)[197]
- エビネギ1.5〜ニコ生でも仲良くなろうね〜（ニコニコ生放送、2018年11月15日、私立恵比寿中学と共演、MC：吉田豪）
- 「Negicco×新潟空港 “エアトリップ”のススメ」 コンセプト動画（2020年、新潟空港整備推進協議会）

### その他
- れんずかんぱにー 燕三条店（2011年）
- 3Rシティにいがた マイボトルキャンペーン（新潟市、2012年 - ）
- NEXCO東日本ETC不正通行対策強化月間PRポスターモデル（2012年 - ）[198]
- 赤い羽根共同募金新潟県版ポスターモデル（2013年）
- 新潟シティライド（2013年 - ）
- 日本骨髄バンク 骨髄バンクドナー登録推進キャンペーン『TEAMダイジナトコロ』（2014年）※賛同アーティスト：ベイビーレイズ、Negicco、LinQ、バニラビーンズ
- NIIGATA飲酒運転ゼロプロジェクト（2014年 - ）
- 北越急行ほくほく線（2015年）
- JTBパブリッシング「るるぶ新潟 佐渡」（2015年 - ）
- 新潟シティマラソン（2015年 - ）
- ロッテ「ロッテのお菓子でパーティ!! Negiccoスペシャルライブ＆イベントご招待キャンペーン」（2015年）
- ロッテ「ロッテのお菓子でハロウィンパーティ！！Negiccoスペシャルライブ＆イベント」ご招待キャンペーン（2016年-）
- にいがた県共済（2016年-）
- 新潟日報社「おむす便」（2016年 - ）
- 「ラ・フォル・ジュルネ新潟2017」応援サポーター（2017年）
- NEXCO東日本、磐越道応援大使（2017年）
- 新潟ヒルクライム（2017年 - ）
- 経済産業省資源エネルギー庁「冬の省エネキャンペーン」に賛同（2018年、みんなの省エネ）[199]
- 佐渡島PR冊子「いとしげな佐渡」（2018年、婦人倶楽部）※モデル：Megu
- 新潟市「みなとまちラッピングバスプロジェクト」（新潟交通、みなと循環線、2018年6月25日ネギバス運行開始、新潟開港150周年「Nii port」賑わい創造プロジェクト）[200][201]
- NEXCO東日本、北陸道応援大使（2018年） - 2018年7月20日で北陸道全線開通30周年、Negicco結成15周年[202]
- 全国ねぎサミット2018inにいがた応援大使（2018年）
- 全国ねぎサミット2019inまつど応援大使（2019年）
- 新潟県警察「Negicco反射材」（2018年）
- 新潟県「3R推進アンバサダー」（2019年）
- NEXCO東日本、上信越道応援大使（2019年）
- Negiccoオリジナルフレーム切手（2017年、2020年、日本郵便株式会社信越支社）
- そばうどん みゆき堂本舗「Negicco × そばうどん！Negiccoオリジナルメニュー企画」（2019年11月 - 2020年1月）
- 新潟県 上越＆周辺エリアの求人＆地域情報「あどば」（2020年4月号 - 2021年3月号）表紙
- JA全農にいがた「やわ肌ねぎ」× Negicco コラボキャンペーン（2020年）

## タイアップ
- 恋するねぎっ娘 - JA全農にいがた「やわ肌ねぎ」PRキャンペーンソング（2003年）
- EARTH - 新潟テレビ21「Team ECO」キャンペーンソング（2006年）
- ガッター! ガッター! ガッター! - 新潟総合テレビ「超耕21ガッター」エンディングテーマ（2010年）
- 圧倒的なスタイル - フジテレビ系「めちゃ×2イケてるッ!」エンディングテーマ（2012年）
- アイドルばかり聴かないで - テレビ東京「ゴッドタン」エンディングテーマ（2013年7〜9月）
- ときめきのヘッドライナー - テレビ埼玉「ごごたま」エンディングテーマ（2013年11月度）
- 光のシュプール - テレビ東京「音流〜On Ryu〜」エンディングテーマ（2015年1月度）
- にいがた★JIMAN! - Negicco feat.小林幸子、「にいがた発信プロジェクト」PRソング（2015年）
- 笑顔でファイン・デイ - 新潟テレビ21「にいがたLive!ナマ+トク」番組テーマ曲（2015年）
- We are VR friends! - 東京MXテレビ「パックン&河北麻友子のあつまれ!VRフレンズ」オープニングテーマ（2017年）
- .you - 東京MXテレビ「パックン・河北麻友子・池澤あやか VRフレンズ2」オープニングテーマ（2017年）
- グッデイ・ユア・ライフ - NEXCO東日本新潟支社 高速道路ソング（2017年）
- 本日がスペシャル！ - 新潟空港 イメージソング（2018年）
- ダンダンDance! - BSN新潟放送「にいがたキッズプロジェクト」テーマソング（2018年）
- 菜の花（Nao☆） - テレビ埼玉「V-Clips」オープニング曲（2018年4月度）
- Tell me why? - BS日テレ「Innovative Tomorrow ＶＲが変えるあの業界の未来！」エンディングテーマ（2018年）
- キミはドリーム - エースコック『うまさぎっしり新潟シリーズ「Negicco おススメ篇」』CMソング（2018年）
- Go コースター！Go！Go！ - NST新潟総合テレビ「八千代コースター」オープニングテーマ曲（2018年）

## 関連書籍
- 川上徹也著『新潟発アイドルNegiccoの成長ストーリーこそ、マーケティングの教科書だ』（2014年3月14日、祥伝社） ISBN 978-4396614829
- 小島和宏著『Negiccoヒストリー Road to BUDOKAN 2003-2011』（2017年8月4日、白夜書房） ISBN 978-4-86494-151-8 ※『BUBKA』の連載「Negicco Road to BUDOKAN」の単行本化。
- e-book Interview File cast『Negicco - アルバム “MY COLOR” インタビュー』（2018年9月13日、株式会社ジョイフルタウン）

## 特徴
- Live Local, Live Nice.（リブ・ローカル、ライブ・ナイス） - 「新潟に生きる、素敵に生きる、素敵にライブをする！！！」をテーマに活動している。
- 立ち位置 - 観客からみて、左がKaede、センターがNao☆、右がMeguになるよう基本的に固定されている。
- Negiライト（ネギライト） - ライブで使用されるペンライトで、色彩がネギのようなデザインになっている。
- 出囃子 - ライブでNegicco登場前に「Make Up Prelude」（作曲・編曲：長谷泰宏）が流れる。
- こんにち（こんばん）ネギネギ - ライブなどで使われる挨拶。
- アンコール！ネギ！ - ライブのアンコールで「アンコール！」の間に「ネギ！」の掛け声が入る。
- ラインダンス - ライブでは代表曲「圧倒的なスタイル」の間奏で、Negiccoの3人だけでなく観客もラインダンスをする。
- タオル曲 - Negiccoのライブでタオルを振り回す楽曲は、トキメキ★マイドリーム、ときめきのヘッドライナー、恋のシャナナナ。
- 古町7番町 - 新潟市・古町はグループの原点。春と秋に開催される「古町どんどん」にはほぼ毎回出演している。結成15周年当日の2018年7月20日にはフリーイベント「FURUMACHI LIVE 2018.07.20」を開催した[203]。
- Negicco House - 公式モバイルファンクラブ
- Negiccoから君へ - Negicco House会員限定のメールマガジン
- EAST MOAT STREET BLUES - 所属事務所EHクリエイターズのSHOP・ブランド名。由来は所在地の東堀通から。SHOPは2019年2月4日開業[204]。
- 個性的なグッズ - NEGICOLOR 写ルンです（撮影済み写真入り）、圧倒的なカレー（レトルトカレー）、バスセンターのレトルトカレー Negiccoパッケージ、食品サンプルキーホルダー（ii-Fake製、栃尾の油揚げ・へぎそば・タレカツ）、NEGiキーマカレー（監修：一条もんこ）、Negi High Sox、Negi 爪切り。
- ネギヲタ - Negiccoの熱心なファン

## エピソード
- Negiccoという名前について結成した当初「べつにNegiccoって名前で20歳とか30歳までやるわけじゃないんだから」と話していた[205]。

### Perfumeとの関係
メンバー3人とも目標のグループとして2004年にShibuya O-WESTで共演したPerfumeを挙げている。
2004年9月10日に放送されたNHK総合の音楽番組「ポップジャム」に出演、デビューから1年余りでNHKホールのステージに立つ。
2004年10月29日、Shibuya O-WESTで開催された「Ex-Girls Style」でPerfumeと初共演。Nao☆とPerfumeの3人は同学年である。
2007年、Perfumeは「ポリリズム」でブレイクを果たす。2008年5月10日、新潟LOTSでPerfume「GAME」ツアー新潟公演が開催され、Negiccoが挨拶に行った際に、西脇綾香から「また同じステージに立ちましょうね」と言われたことで、「がんばらなきゃという気持ちにさせてもらった」「Perfumeさんが広島から出てきて、がんばって大きくなっていった姿を見て、もしかしたら自分たちにも可能性があるかもしれないと思わせてもらえた。」とNao☆は語る。
その後、Perfumeが日本武道館公演を開催した翌日にPerfumeと同じアクターズスクール広島出身のまなみのりさとNegiccoの対バンライブ開催、「My Beautiful Life」「アノソラヘ」といった楽曲を発表するなどPerfumeを意識した活動もあった。
時は流れ2014年、Negiccoが「光のシュプール」でオリコン週間チャート5位に入ると、「ポップジャム」の後継番組でPerfumeが司会を務めるNHK総合「MUSIC JAPAN」に出演が決定。2015年2月23日放送回で、NHKホールで念願だったPerfumeと同じステージに立つ。「MUSIC JAPAN」には同年8月30日放送回にも出演した。
2015年9月22日、日本武道館でPerfumeが主催する「Perfume FES!! 2015～三人祭～」に出演。武道館のステージに初めて立つ。圧倒的なスタイルではPerfumeと6人でラインダンスを披露した。バンド空想委員会とも共演。
2016年7月30日、NHKホールでワンマンライブ「Negicco 13th Anniversary『Road of Negiiiiii 〜TADAIMA〜 2016 Summer at NHKホール』」を開催。
2019年2月25日、空想委員会の岡田典之とNao☆が4月10日に入籍すると発表。武道館のPerfume三人祭での共演をきっかけに交際が始まったという。Nao☆はコメントで「Perfumeさんが結んでくださった縁を大切に、これから温かく笑顔が絶えない家庭を築いて行きたいと思います」と記した。

### 私立恵比寿中学との関係（エビネギ）
私立恵比寿中学とはジョイント・ライブ「エビネギ」を4回開催するなど親交が深い。
NHK総合「MUSIC JAPAN」2015年2月23日放送回を収録する際にNHKホールで初めて会う。同年9月のBowlineでも挨拶をした
2016年7月30日、NHKホールでのNegiccoワンマンライブ終了後に、私立恵比寿中学とのジョイントライブが2017年新春に開催されることが発表された。
Meguは私立恵比寿中学とのジョイントライブについて「（2組の）共通点が多いんです。レキシの池ちゃん（池田貴史）が曲を提供してくれているところとか。あと“ねぇバーディア”をラジオでかけてくださったり、制作チームが繋がっていたり、そういう縁があって実現します」と語る。
2016年9月22日、群馬・桐生市市民文化会館にて私立恵比寿中学はツアー初日の群馬公演を開催した。アンコールでサプライズゲストとしてNegiccoが登場して、2017年新春に開催するジョイントライブの詳細が発表された。
2016年10月31日、東京・LOFT9 Shibuyaにて「エビ×ネギ運営会議 〜まずは運営が仲良くなろうね〜」が開催。出演は、私立恵比寿中学から藤井校長・かりそめ先生、Negiccoから嶺脇社長・connie、MCは吉田豪。
2017年1月3日、埼玉・大宮ソニックシティ 大ホールにて「新春特別公演 私立恵比寿中学×Negicco～当日までには仲良くなろうね～」が開催。connieによるコラボ楽曲「エビネギ・オーライ！」（MV - YouTube）も披露された。開催地に大宮が選ばれたのは、それぞれの拠点である恵比寿と新潟を移動する際の乗り換え地点だからという。
2017年2月8日、松野莉奈が急逝。Negiccoメンバー3人はそれぞれブログを更新し、急すぎる別れを惜しんだ。同月25日に開かれた松野莉奈さんを送る会にも参列した。
2018年1月13日、神奈川・Yokohama Bay Hallで開催された「2018 Negicco 1st LIVE SHOW」に私立恵比寿中学から真山りか・安本彩花が出演。
2018年4月22日、私立恵比寿中学とのジョイントライブ（エビネギ）の第2弾として、2019年新春に東京と新潟で開催することを発表。これは同日同時間帯に私立恵比寿中学がライブをしている埼玉・大宮ソニックシティと、Negiccoがライブをしている世田谷区民会館とを電話で結び同時に発表した。
2018年11月15日、ニコニコ生放送にて「エビネギ 1.5 ～ニコ生でも仲良くなろうね～」が配信。出演は私立恵比寿中学メンバー・Negiccoメンバー、MCの吉田豪。
2018年11月16日、東京・LOFT9 Shibuyaにて「帰ってきたエビ×ネギ運営会議 〜いま君に伝えたいアイドル運営の話〜」が開催。出演は私立恵比寿中学から藤井校長・かりそめ先生、Negiccoから嶺脇社長・connie・ゆっきー、MCは吉田豪。
2019年1月24日、東京・Zepp Tokyoにて「エビネギ2～バンドで一緒に仲良く演ろうね～」が開催。バンドによる生演奏に乗せてconnieによる楽曲「ベイビィ・エビネギ・ポップ！」（MV - YouTube）などを披露。
2019年1月26日、舞台を新潟に移し、新潟・新潟県民会館 大ホールにて「エビネギ3～エビネギ1の、ようなもの。～」が開催。
2019年1月28日、再び東京に戻り、東京・Zepp Tokyoで追加公演となる「エビネギ the FINAL～二次会と打ち上げのあいだ～」が開催され、5日間で3公演のジョイントライブが幕を閉じた。
その後も、Negiccoのラジオ番組「ネギStyle」に私立恵比寿中学メンバーが出演するなど交流がある。
2019年10月15日、Kaedeのソロ・シングル「Remember You」が発売。カップリングには私立恵比寿中学の楽曲「蛍の光」のカバーが収録された。

## 関連人物
- 熊倉維仁 - Negiccoのマネージャー、EHクリエイターズ会長。愛称は「熊さん」。
  - アルツハイマーブルースバンド - ギタリスト坂井崇人が率いるバンド。ヴォーカルを熊倉維仁が務める。2019年11月4日に京都・磔磔で「酒盛り青春回帰磔磔ライブ」を開催した。
- connie - Negiccoのプロデューサー。初提供曲は「トキメキ★マイドリーム」。デビュー・イベントからの最古参ファンでもある。
- 嶺脇育夫 - T-Palette Recordsの設立者、タワーレコード株式会社代表取締役社長。2009年から浅草ROX まつり湯で開催されるライブに足を運んでいた[217]。
- 雪田容史 - Negiccoのディレクター[218]。EHクリエイターズ社長。愛称は「ゆっきー」。
- 栗林さみ - Nao☆とMeguの養成所時代の同期（1期生）[219]。※Kaedeは4期生
- 小川麻琴 - Mikuの養成所時代の同期（2期生）。2001年にモーニング娘。に加入したことでメンバーの進路に多大な影響を与えた[220]。
- アップルリトルパフォーマーズ - 1999年に同名の芸能養成所の生徒で結成された多人数アイドルグループ。アルビレックス新潟イメージソング『Shining Heart』でCDデビュー。のちのNegiccoメンバーや小川麻琴が参加。